# Definitionsmängd

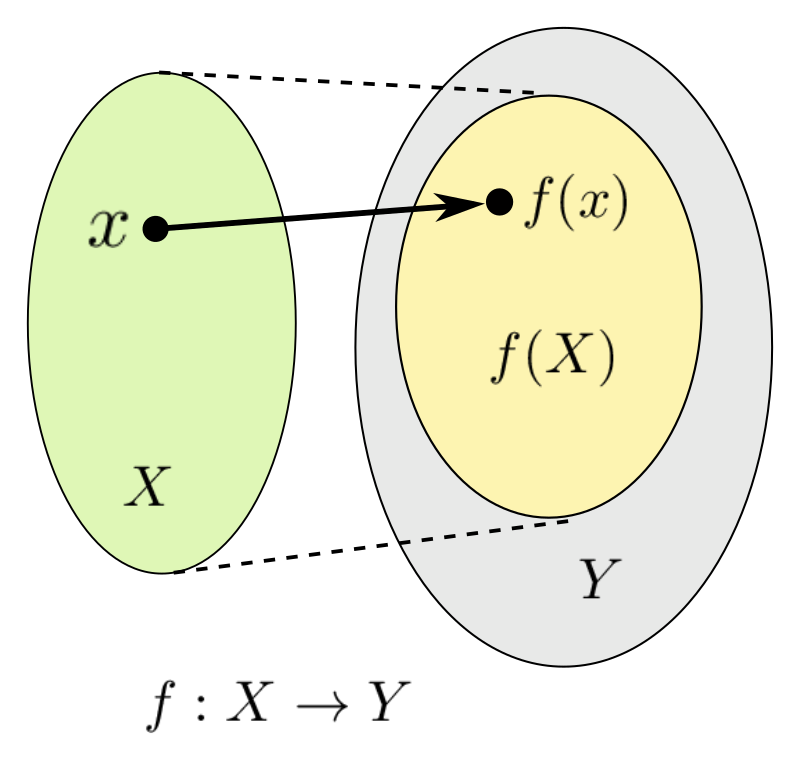
En funktion med definitionsmängd (grön), värdemängd (gul) och målmängd (grå)

En definitionsmängd eller en domän är inom matematiken mängden av alla möjliga argument eller 'invärden' för en funktion. Givet en funktion {\displaystyle f:X\rightarrow Y}, så är mängden {\displaystyle X} definitionsmängd för {\displaystyle f} och mängden {\displaystyle Y} målmängden för {\displaystyle f}. Mängden av alla värden som {\displaystyle f} antar kallas värdemängden till {\displaystyle f}, betecknas ofta {\displaystyle {\text{Im(f)}}}, {\displaystyle f(X)} eller {\displaystyle V_{f}}. För varje funktion är dess värdemängd en delmängd av dess målmängd.
En väldefinierad funktion avbildar varje element i sin definitionsmängd på exakt ett element i sin värdemängd.
Till exempel definierar
{\displaystyle f(x)={\frac {1}{x}}}
ej en funktion med de reella talen {\displaystyle \mathbb {R} } som definitionsmängd, eftersom högerledet ej är definierat för {\displaystyle x=0}.
{\displaystyle f} är däremot en funktion med definitionsmängden {\displaystyle \mathbb {R} \setminus \{0\}}, det vill säga mängden av alla nollskilda reella tal. Funktionen
{\displaystyle f(x)={\begin{cases}{\cfrac {1}{x}}&x\neq 0\\0&x=0\end{cases}}}
kan ha {\displaystyle \mathbb {R} } som definitionsmängd. {\displaystyle f} sägs då vara en funktion över {\displaystyle \mathbb {R} }.